# Bandle Tale
Bandle Tale: A League of Legends Story est un jeu vidéo de rôle et une simulation de vie développé par Lazy Bear Games et édité par Riot Forge. Il est sorti le 21 février 2024 pour Windows et Nintendo Switch. Le jeu, un spin-off de League of Legends, se déroule à Bandle City, la patrie de la race fictive des Yordle, dans l'univers fictif de Runeterra. Le personnage du joueur est un Yordle créé sur mesure qui se lie d'amitié avec des personnages de League of Legends alors qu'ils cherchent à résoudre un dysfonctionnement provoquant la rupture des portails reliant chaque île céleste de Bandle City. Au fur et à mesure que le joueur progresse dans le jeu, de nouvelles parties de la ville sont débloquées. Le jeu a reçu des critiques positives, qui ont loué ses graphismes et son atmosphère, mais ont critiqué le gameplay comme étant trop répétitif.

## Accueil
Kaan Serin de Rock Paper Shotgun a qualifié le pixel art du jeu de magnifique, louant également les personnages comme assez mignons, mais a également déclaré qu'il y a malheureusement trop d'artisanat. Cass Marshall de Polygon a fait l'éloge du jeu pour son « atmosphère détendue et chaleureuse », affirmant qu'il contrastait avec l'expérience très stressante de League of Legends. Ali Jones de GamesRadar+ a déclaré que l'une des meilleures parties du jeu était d'organiser des fêtes pour ses compatriotes Yordles, le qualifiant de plus improbable des retombées de League of Legends. Neal Chandran de RPGFan avait des opinions mitigées sur le jeu, qualifiant les graphismes de magnifiques, mais affirmant qu'il contenait trop peu de pistes musicales. Il a résumé le jeu comme un « brouillon trop long ».